# Nehydriris excellens
Nehydriris excellens là một loài bướm đêm trong họ Crambidae.